# The Children's Place
The Children’s Place Retail Stores, Inc. (TCP) est une chaîne de magasins spécialisés dans les vêtements et accessoires pour enfants de la naissance à 14 ans, fondée en 1969.
Son siège social est basé à Secaucus, dans le New Jersey. La société est cotée en bourse au NASDAQ depuis 1997 sous le symbole PLCE. Elle emploie 5 000 personnes à plein temps.
Elle gère les boutiques nommées Children’s Place et a géré les Disney Stores nord-américaines par l'intermédiaire de sa filiale Hoop Holdings entre 2004 et 2008 acquises fin 2004.
En juin 2007, la société détient et gère 872 The Children's Place et 328 Disney Stores aux États-Unis, au Canada et à Puerto Rico.
La plupart des boutiques The Children’s Place sont situées dans ou autour des centres commerciaux régionaux mais aussi dans certains centres-villes, petites zones commerciales ou galerie marchandes. Les boutiques Disney sont elles au sein des centres commerciaux régionaux. La grande majorité des boutiques sont des petits espaces typiques des galeries marchandes de centres commerciaux bien que quelques Children's Place soient "hangars commerciaux" à part entière.

## Gestion des Disney Store
Le 21 novembre 2004, The Children's Place et Disney annoncent clore la transaction pour le rachat des Disney Store nord-américaine. Le 23 novembre, The Children's Place annonce avoir pris le contrôle des 313 Disney Store nord-américaines (sauf une à New York).
Le 9 février 2005, The Children's Place installe le siège social de Disney Store au 443 S. Raymond Avenue à Pasadena dans une ancienne blanchisserie.
Le 30 avril 2008, Disney rachète les 229 Disney Store nord-américaine à The Children's Place pour près de 64 millions de $. Le 2 mai 2008, Disney annonce que la transaction du rachat des Disney Store nord-américaine nécessite en contrepartie la fermeture de 88 boutiques.